# Laurent Porchier
Laurent Porchier (ur. 27 czerwca 1968) – francuski wioślarz. Złoty medalista olimpijski z Sydney.
Igrzyska w 2000 były jego jedyną olimpiadą. Triumfował w czwórce wagi lekkiej. Oprócz niego osadę tworzyli Jean-Christophe Bette, Yves Hocdé i Xavier Dorfmann. Wielokrotnie stawał na podium mistrzostw świata, w tym zostawał złotym medalistą: w 2001 w ósemce wagi lekkiej. W 1990 (czwórka podwójna wagi lekkiej), 1997 (czwórka bez sternika wagi lekkiej) i 1998 (czwórka bez sternika wagi lekkiej) sięgał po srebro, a w 1991 (czwórka podwójna wagi lekkiej), 1999 (czwórka bez sternika wagi lekkiej) i 2001 (czwórka bez sternika wagi lekkiej) po brąz tej imprezy. W różnych konkurencjach był mistrzem Francji.